# (38525) 1999 TY288
(38525) 1999 TY288 est un objet de la ceinture principale d'astéroïdes extérieure découvert en 1999.

## Description
(38525) 1999 TY288 a été découvert le 10 octobre 1999 à l'observatoire Magdalena Ridge, situé dans le comté de Socorro, au Nouveau-Mexique (États-Unis), par le projet Lincoln Near-Earth Asteroid Research (LINEAR).

### Caractéristiques orbitales
L'orbite de cet astéroïde est caractérisée par un demi-grand axe de 3,22 ua, un périhélie de 2,92 ua, une excentricité de 0,09 et une inclinaison de 4,97° par rapport à l'écliptique. Du fait de ces caractéristiques, à savoir un demi-grand axe entre 3,2 et 4,6 ua, il est classé, selon la JPL Small-Body Database, comme objet de la ceinture principale d'astéroïdes extérieure.

### Caractéristiques physiques
(38525) 1999 TY288 a une magnitude absolue (H) de 13,8 et un albédo estimé à 0,073.